# حوش خميس
حوش خميس أحد احواش المدينة المنورة القديمة، والتي أُزيلت إثر توسعة المسجد النبوي الشريف، ويقع خارج السور الداخلي في الجهة الشمالية الغربية للمسجد النبوي الشريف، في بداية شارع باب الكومة على يمين المتجه غرباً، وله مدخلان: أحدهما: رئيسي يصل الحوش من الجنوب بشارع باب الكومة، والآخر يصله من الشمال بحوش القشاشي، وهو نافذ إلى المسلخ القديم (المجزرة)، وتوجد به سقيفتان في أوله وفي آخره وفي نهاية الحوش من الجهة الشمالية الغربية بوابة تؤدي إلى حوش ذنيب كلب.

وسمي حوش خميس بهذا الاسم نسبة إلى شخص اسمه خميس، ويتصف شكل الحوش بالاستطالة مع بروز في الكتلة المبنية في الركن الشمالي الغربي، وتبدو بيوته متواضعة، تتألف في معظمها من دورين وعلى واجهتها الرواشين.

وقد ورد ذكره في سجلات محكمة المدينة 1311 ـ 1313هـ.

المساحة : 3500 م²، وعدد البيوت: 45 بيتاً، ومتوسط ما يخص البيت من مساحة الحوش: 78 م².

و من السكان: بيت الوقيصي، وبيت أبوسيف ومنهم العمدة علي أبوسيف، وبيت كمال ومنهم مؤذن المسجد النبوي الشريف الشيخ عمر يوسف كمال وبيت سراج غوّني، وبيت محمد خنيفس، وبيت مدني عمر العقبي، وبيت جوهر، وبعض أبناء البادية.

## ملحوظون
- محمد حسين زيدان – أديب وشاعر ومؤرخ وفيلسوف سعودي – من مواليد الحوش[3]